# Parque nacional del Valle del Bajo Óder
El parque nacional del Valle del Bajo Óder (en alemán: Nationalpark Unteres Odertal) forma parte de un territorio protegido más grande entre Alemania y Polonia que lo organizan como reserva natural. Está formado por los bancos occidentales del río óder (en polaco: Odra) en el distrito de Uckermark en el estado alemán de Brandenburgo, así como las escarpadas orillas del este de los condados Gryfino y la Police del Voivodato de Pomerania Occidental.
La parte alemana de la zona núcleo es el Parque nacional Unteres Odertal (Parque nacional del Valle del Bajo Óder). El área comprende 165 kilómetros cuadrados (Alemania: 105 km², Polonia 60 km²); junto con las reservas naturales adyacentes en Alemania y Polonia, la superficie total es de 1.172 kilómetros cuadrados.